# Heumensoord

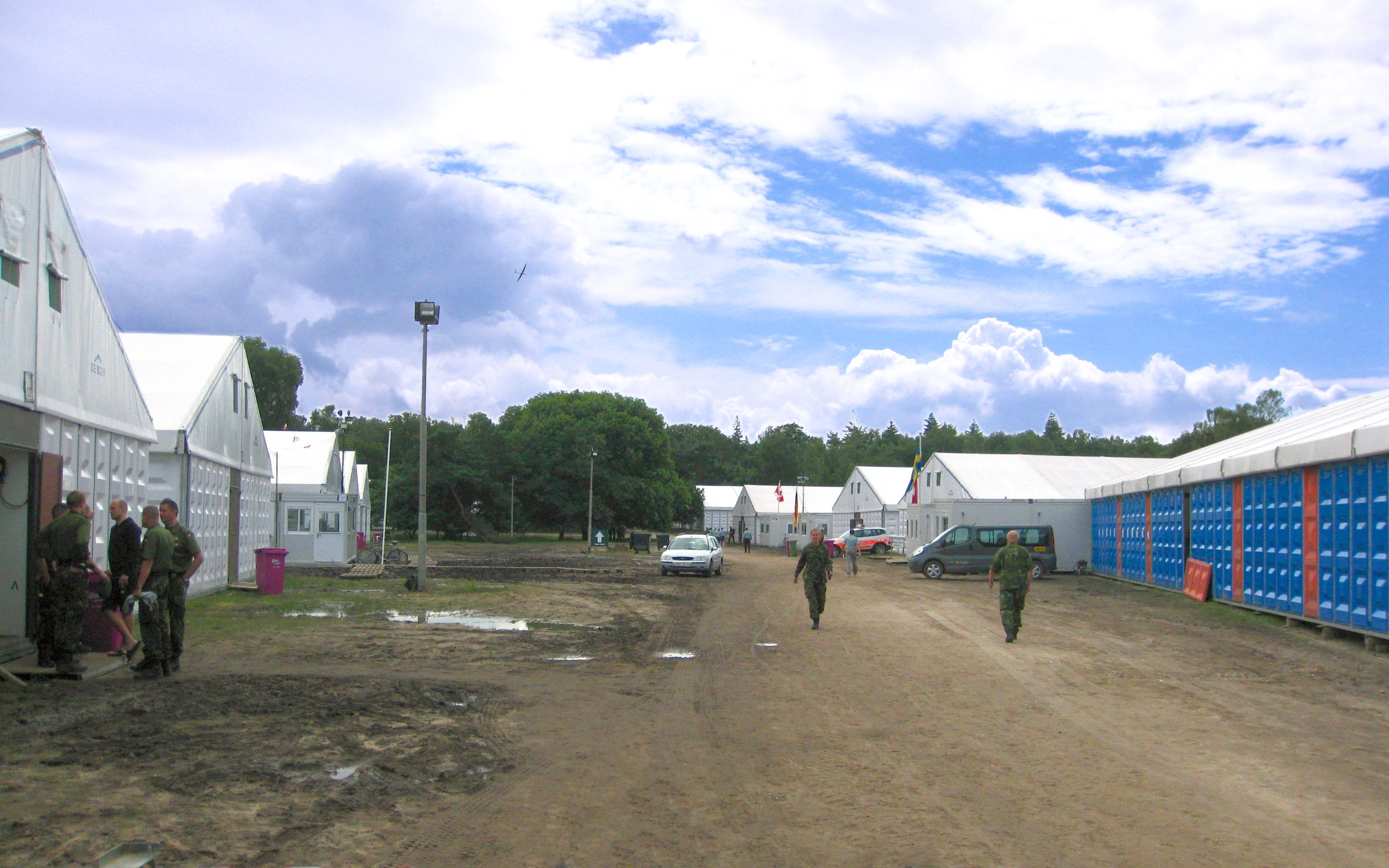
Det temporära militärlägret Camp Heumensoord, juli 2012.

Heumensoord är ett 600 hektar stort skogsområde mellan Malden, Groesbeek och Nijmegen i Nederländerna. I området ligger sportflygfältet Zweefvliegveld Malden och ett militärt övningsområde. I skogen finns också rester av ett romerskt vakttorn.
Varje sommar byggs ett militärt läger i norra delen av Heumensoord för att fungera som inkvartering för de runt 6 000 soldater från 30 olika länder som deltar i Nijmegenmarschen.